# Jacoisti
Jacoisti es un caserío español del municipio de Urraúl Alto, perteneciente a la Comunidad Foral de Navarra.

## Toponimia
El lugar es conocido en euskera como Jakoisti.

## Historia
Hacia mediados del siglo XIX, el lugar, por entonces referido como un caserío perteneciente a Ayechu, tenía contabilizada una población de diez habitantes. Aparece descrito en el noveno volumen del Diccionario geográfico-estadístico-histórico de España y sus posesiones de Ultramar de Pascual Madoz con las siguientes palabras:

JACOISTI: cas. del valle de Urraul Alto, prov. de Navarra, part. jud. de Aoiz, térm. jurisd. de Ayechu (1/8 leg.), de cuya parr. es aneja la del cas. dedicada á San Clemente: sit. al pie de una montaña y en un barranco formado por 2 cord. de montes; clima frio. Tiene 2 casas de construccion ordinaria de cal y canto: el térm. se estiende 1/2 eg. de N. á S. y lo mismo de E. á O.: hay 2 montes poblados de pinos, robles y arbustos. El terreno es montuoso y secano, á escepciono de una pequeña huerta con frutales que se riega de un arroyo, tributario del r. Elcoaz. Los caminos son de travesía y malos. prod.: trigo, avena, cebada y patatas: cria ganado vacuno y lanar, para el que hay buenos pastos de verano, y no falta caza de perdices, liebres y jabalíes. pobl.: 1 vec., 10 almas.
(Madoz, 1847, p. 492)

En la actualidad, pertenece al municipio de Urraúl Alto. En 2023, la entidad singular de población tenía empadronados 0 habitantes.